# مونزينغن
مونزينغن (وورتمبرغ) (بالألمانية: Münsingen, Germany) هي مدينة وبلدة ألمانية تقع في ألمانيا في بادن-فورتمبيرغ.

## المدن التوأمة
مدن Beaupréau، Münsingen وMezőberény هي مدن توأمة لـمونزينغن (وورتمبرغ).